# 劉囂 (東漢)
劉囂（？—？），字重宁，长沙郡（今湖南省长沙市）人，东汉时期的大臣。
劉囂初任郡县属官，后来历任长乐少府、太仆。汉灵帝建宁二年（169年）五月，太尉闻人袭、司空许栩卸任，司徒刘宠为太尉，太常许训为司徒，太仆劉囂被任命为司空。劉囂因为依附宦官，所以位列公辅。他在任时，正是第二次党锢之祸爆发之时。建宁三年（170年）七月，劉囂卸任，大鸿胪桥玄继任为司空。